# Toyota Corolla Cross
La Toyota Corolla Cross est un crossover compact produit par le constructeur automobile japonais Toyota à partir de fin 2020, sur la base de la Toyota Corolla de douzième génération.

## Présentation
La Toyota Corolla Cross est dévoilée le 9 juillet 2020. Elle est commercialisée en Asie du Sud-Est, aux Philippines et à Taïwan dans un premier temps, puis en Amérique du Sud, au Japon, en Amérique du Nord et en Afrique du Sud en 2021, dans certains pays d'Europe comme la Belgique à partir de l'automne 2022 et devait initialement être commercialisée au printemps 2023 pour la France mais a ce jour Toyota France ne la propose toujours pas dans le pays.
Après le C-HR, Corolla Cross est le second crossover de Toyota à être construit sur la plate-forme TNGA-C, également utilisée sur la Corolla E210. Le Corolla Cross partage l'empattement du C-HR, mais son style est plus conventionnel, privilégiant les aspects pratiques et l'espace intérieur. L'intérieur est largement repris de la Corolla, avec quelques adaptations.

Toyota Corolla Cross (2020)
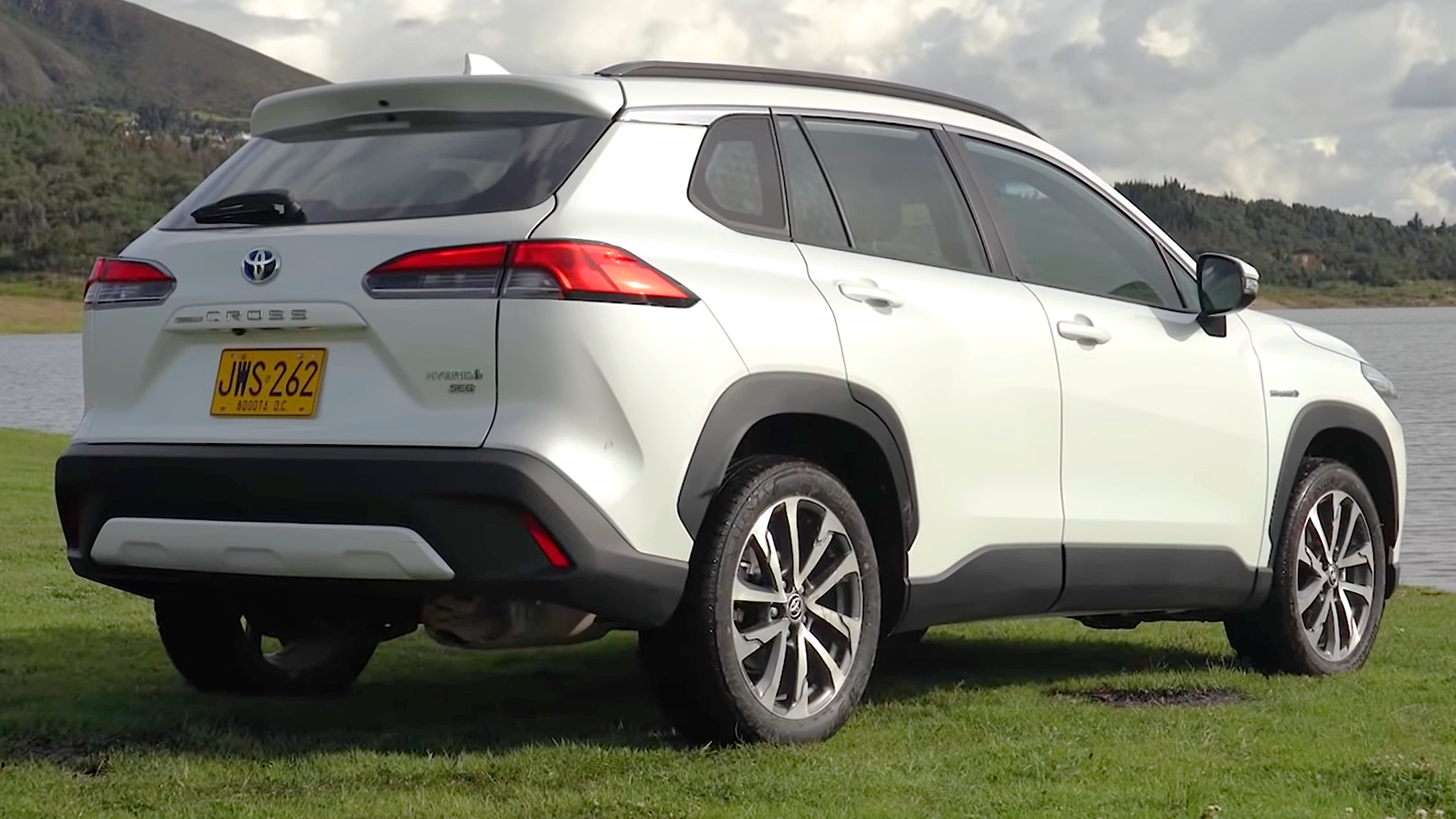
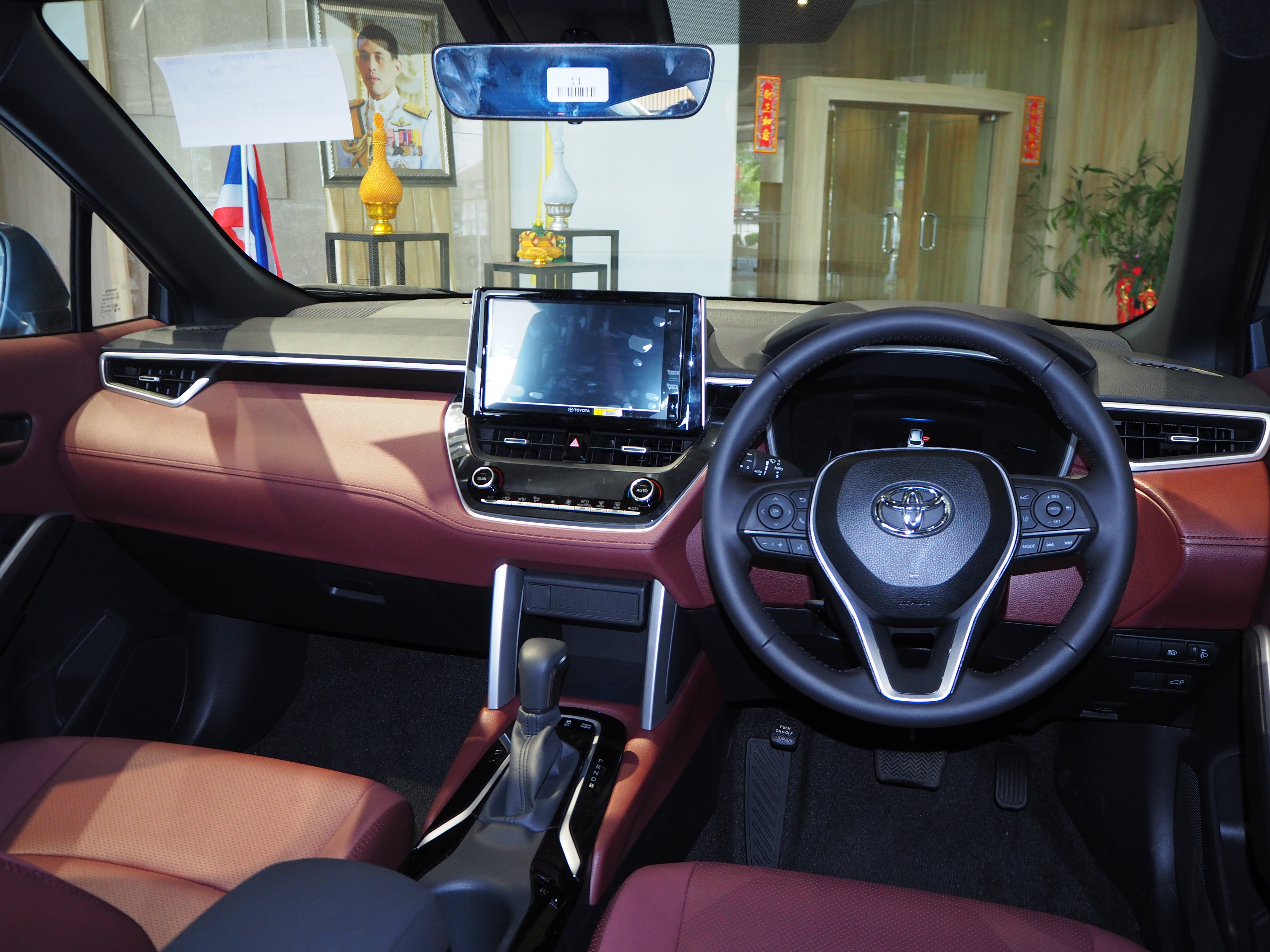

## Caractéristiques techniques

### Motorisation
| Logo de Toyota                                    | Toyota Corolla Cross                                                          |
| Logo de Toyota                                    | 122h                                                                          |
| ------------------------------------------------- | ----------------------------------------------------------------------------- |
| Carburant                                         | Essence + Hybride                                                             |
| Moteur                                            | 4-cylindres                                                                   |
| Admission                                         | Atmosphérique                                                                 |
| Cylindrée (cm³)                                   | 1798                                                                          |
| Puissance maximale ch (kW)                        | Thermique : 98 ch (72 kW) Électrique : 72 ch (53 kW) Cumulée : 122 ch (90 kW) |
| Couple maximal (N m)                              | 142                                                                           |
| Boîte de vitesses                                 | A train épicycloïdal (e-CVT)                                                  |
| Transmission                                      | Traction                                                                      |
| 0-100 km/h (s)                                    |                                                                               |
| Vitesse maxi (km/h)                               |                                                                               |
| Consommation (ℓ/100 km) urbain/extra-urbain/mixte |                                                                               |
| Émissions de CO2 (g/km)                           |                                                                               |
| Masse à vide (kg)                                 |                                                                               |

## International
La Toyota Corolla Cross est une voiture mondiale : elle est destinée à être commercialisée dans un grand nombre de régions à travers le globe. Elle est fabriquée en Thaïlande, au Japon, aux États-Unis, à Taïwan, au Brésil, en Chine, en Malaisie et en Afrique du Sud.
En Chine, les deux partenaires de Toyota fabriquent et commercialisent ce modèle sous des noms différents. La joint-venture FAW-Toyota utilise la même appellation qu'ailleurs dans le monde (Toyota Corolla Cross). L'autre joint-venture, GAC-Toyota, utilise le nom Toyota Frontlander. Ce modèle diffère légèrement du Corolla Cross esthétiquement, et dispose notamment d'une calandre différente. Cet avant spécifique est en fait repris de la version japonaise du Corolla Cross. Le Toyota Corolla Cross hybride nord-américain, lancé au second semestre 2021, présente à partir de mi-2022 (pour l'année-modèle 2023) cette même face avant sur certains niveaux de finition.

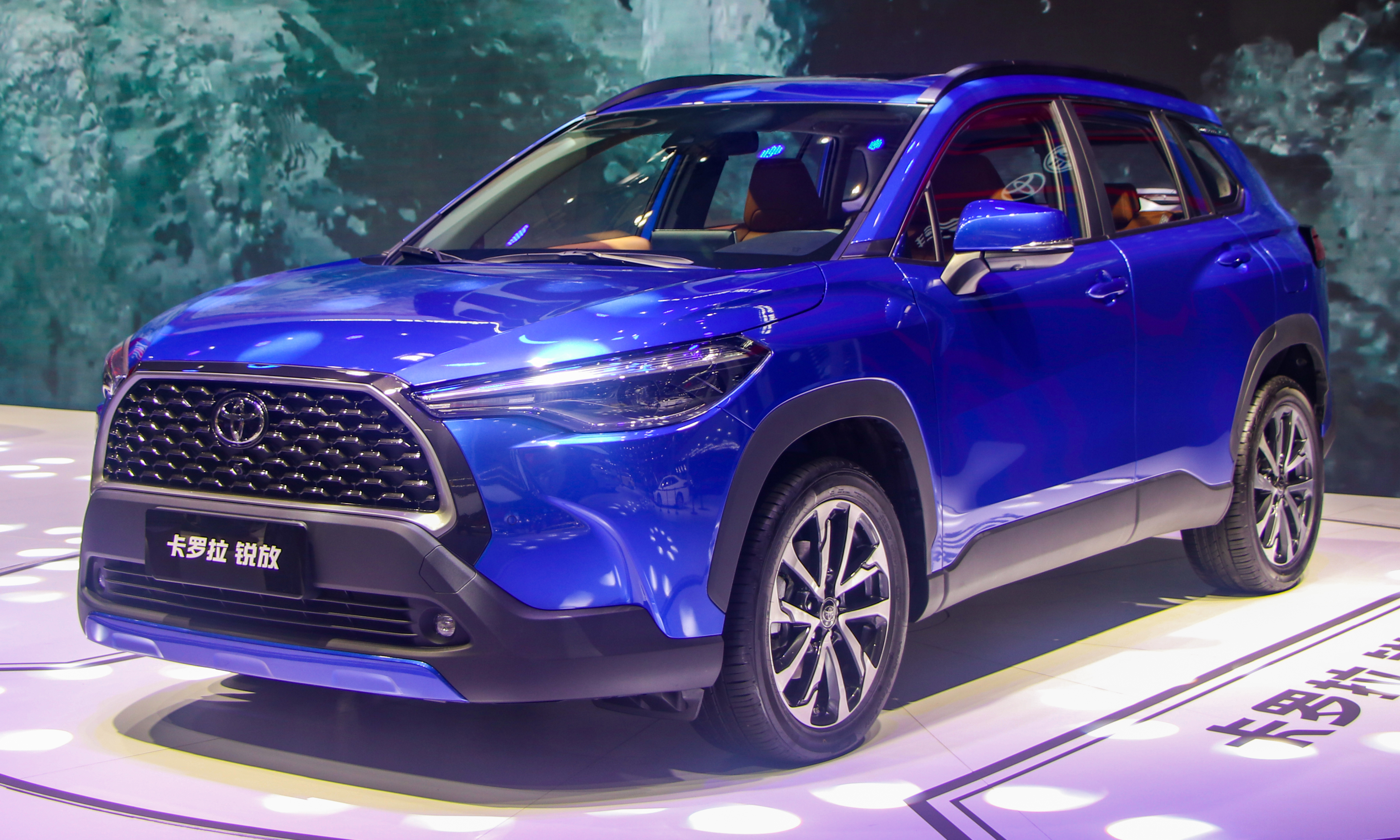
FAW-Toyota Corolla Cross (modèle chinois)
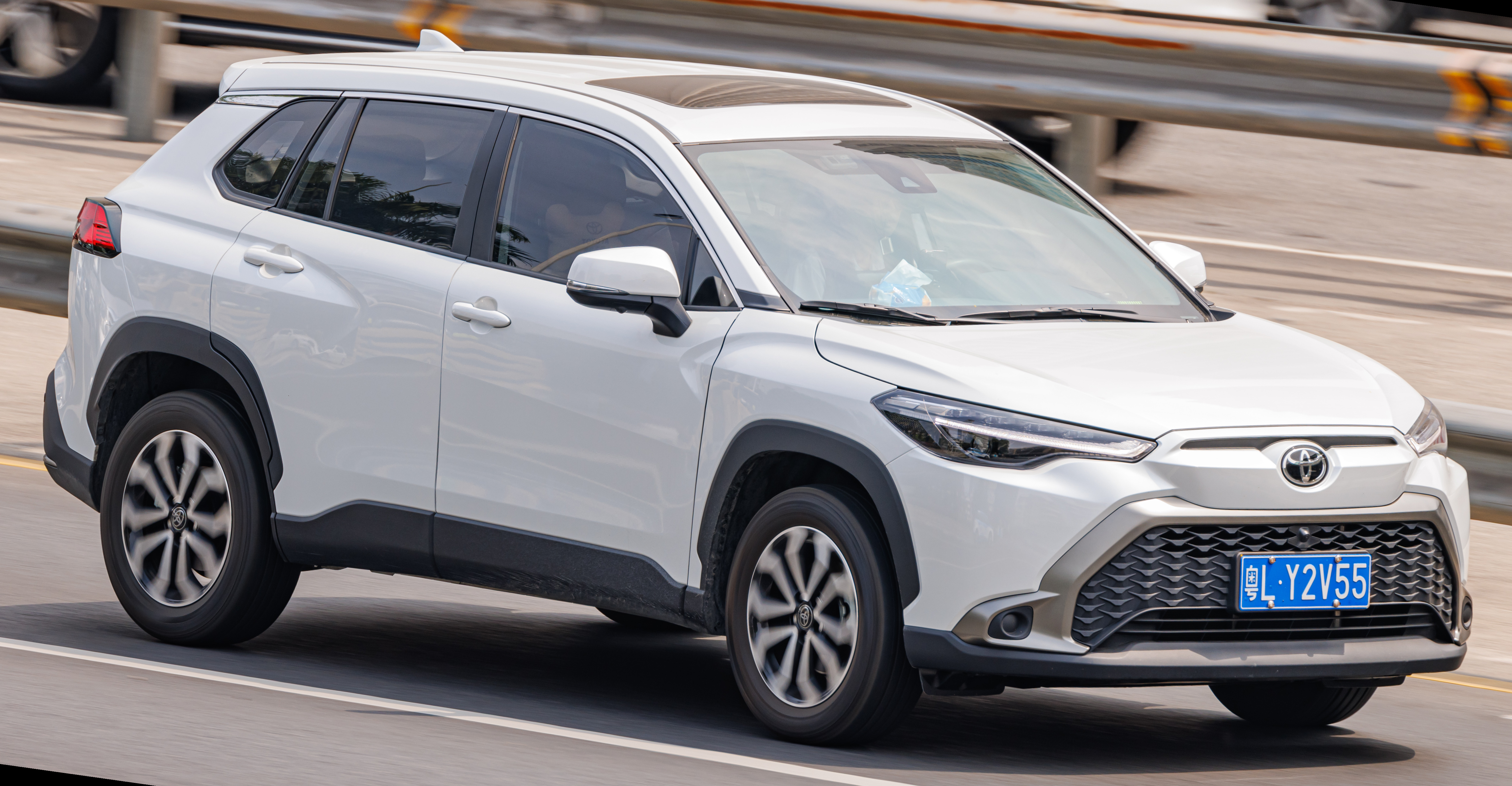
GAC-Toyota Frontlander (modèle chinois)
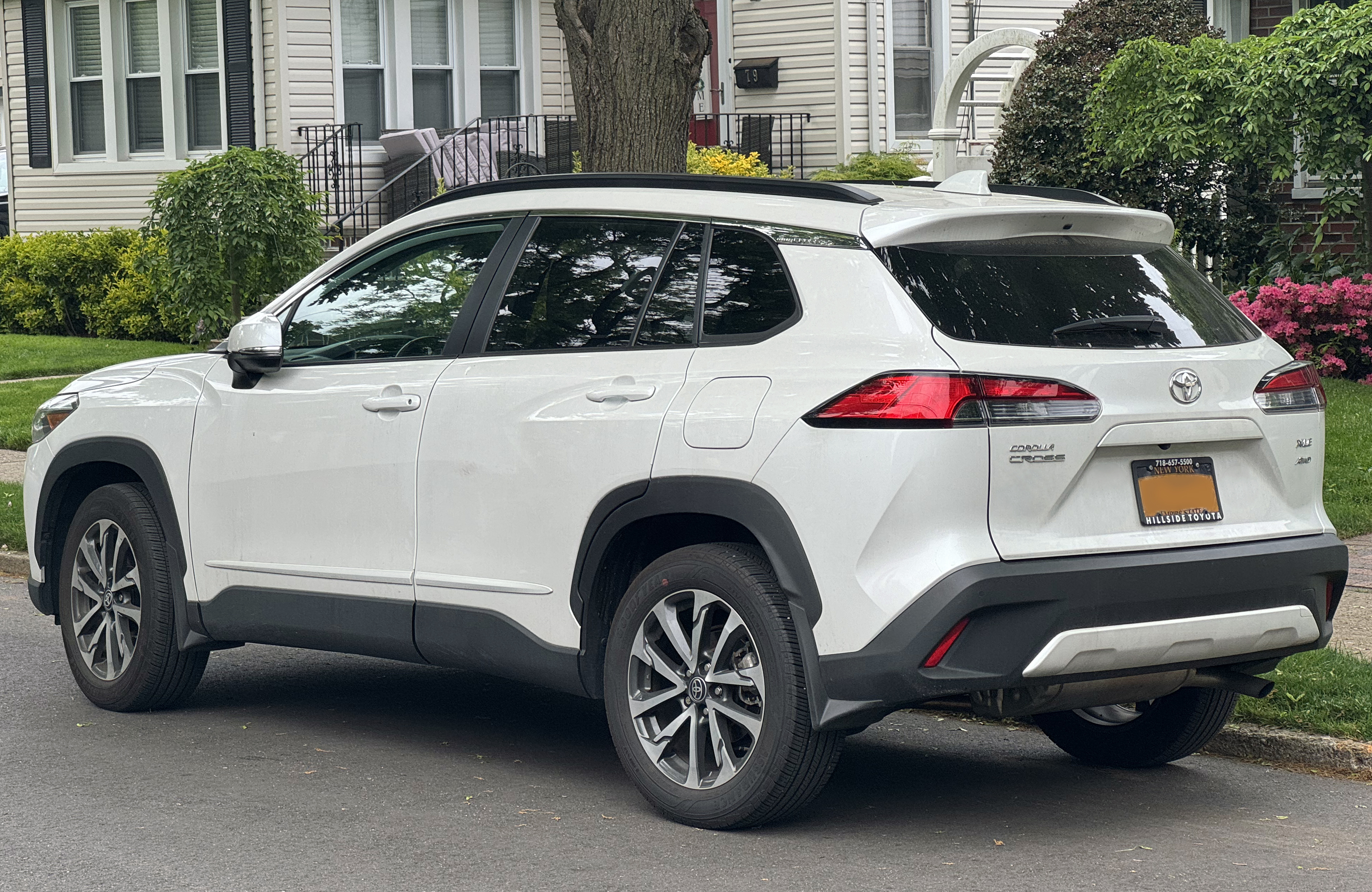
Toyota Corolla Cross (modèle Etats-Unis)
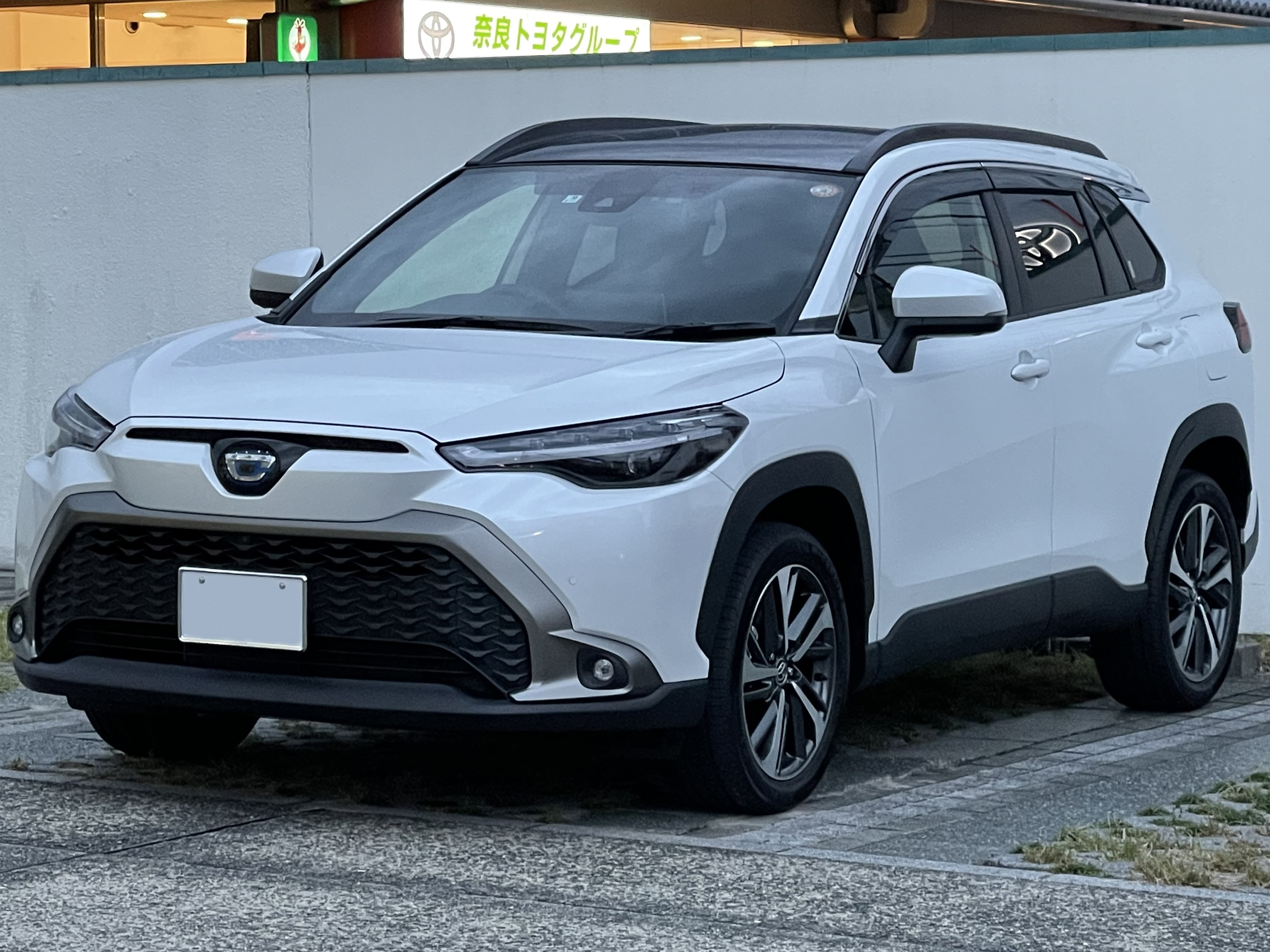
Toyota Corolla Cross (modèle japonais)

Au Brunei, le Toyota Corolla Cross est simplement appelé Toyota Cross.